# In the Flesh – Live
In the Flesh – Live es un disco doble en vivo que registra las presentaciones de Roger Waters durante la gira In the Flesh tour, que se extendió durante 3 años.  También se produjo un DVD con el mismo título, y ambos productos fueron lanzados en un nuevo paquete en 2006. También se lanzó un SACD presentando dos formatos: en estéreo y en 5.1.
El material del DVD fue tomado de la presentación del 27 de junio de 2000 en el Rose Garden Arena en Portland, Oregon, pero el CD doble contiene varias grabaciones de esa gira por Estados Unidos, con presentaciones en Phoenix, Arizona, Las Vegas, Nevada, Irvine, California, y Portland, Oregon.

## Lista de temas
Todas las canciones fueron escritas, compuestas e interpretadas por Roger Waters, excepto las que están indicadas.

### Disco 1
1. "In the Flesh" – 4:41
2. "The Happiest Days of Our Lives" – 1:34
3. "Another Brick in the Wall, Part II" – 5:53
4. "Mother" – 5:37
  - voces: Roger Waters y Katie Kissoon
5. "Get Your Filthy Hands Off My Desert" – 0:56
6. "Southampton Dock" – 2:15
7. "Pigs on the Wing, Part 1" – 1:18
8. "Dogs" (Waters/Gilmour) – 16:26
  - voces: Jon Carin, Roger Waters y Doyle Bramhall II
9. "Welcome to the Machine" – 6:57
10. "Wish You Were Here" (Gilmour/Waters) – 4:54
11. "Shine On You Crazy Diamond, Pts. I–VIII" (Gilmour/Waters/Wright) – 14:42
12. "Set the Controls for the Heart of the Sun" – 7:15

### Disco 2
1. "Speak to Me/Breathe (In the Air)" (Gilmour/Mason/Waters/Wright) – 3:22
  - voces: Doyle Bramhall II y Jon Carin
2. "Time (canción)" (Gilmour/Mason/Waters/Wright) – 6:24
  - voces: Roger Waters y Doyle Bramhall II
3. "Money" – 6:11
  - voces: Doyle Bramhall II
4. "5:06 AM (Every Strangers' Eyes)" – 5:19
5. "Perfect Sense, Part I" y "Perfect Sense, Part II" – 7:26
  - voces: Roger Waters y P.P. Arnold
6. "The Bravery of Being Out of Range" – 5:05
7. "It's a Miracle" – 8:12
8. "Amused to Death" – 9:24
9. "Brain Damage" – 4:07
10. "Eclipse" – 2:18
11. "Comfortably Numb" (Gilmour/Waters) – 8:10
  - voces: Roger Waters y Doyle Bramhall II
12. "Each Small Candle" – 9:18

## Participantes
- Roger Waters – bajo, guitarra acústica, guitarra eléctrica, voces.
- Doyle Bramhall II – guitarra acústica, guitarra eléctrica, voces.
- Andy Fairweather Low – bajo, guitarra acústica, guitarra eléctrica, voces.
- Snowy White – guitarra acústica, guitarra eléctrica.
- Andy Wallace – teclado, Órgano Hammond.
- Jon Carin – teclado, Lap steel, programación, guitarra acústica, voces.
- Katie Kissoon – voces.
- Susannah Melvoin – voces.
- P. P. Arnold – voces.
- Graham Broad – tambor, percusión.
- Norbert Stachel – saxofón.